# Новоніколаєвське сільське поселення (Асінівський район)
Новонікола́євське сільське поселення (рос. Новониколаевское сельское поселение) — сільське поселення у складі Асінівського району Томської області Росії.
Адміністративний центр — село Новоніколаєвка.
Населення сільського поселення становить 2099 осіб (2019; 2537 у 2010, 3198 у 2002).
Станом на 2002 рік існували Мінаєвська сільська рада (село Мінаєвка, присілки Гар, Комаровка, Копиловка, селища Великий Кордон, Осколково, Отрадний) та Новоніколаєвська сільська рада (село Новоніколаєвка, присілки Караколь, Митрофановка, Михайловка, Філімоновка). Пізніше присілки Митрофановка та Філімоновка були передані до складу Новокусковського сільського поселення.

## Склад
До складу сільського поселення входять:
| Населений пункт        | Населення, осіб (2002) | Населення, осіб (2010) |
| ---------------------- | ---------------------- | ---------------------- |
| Великий Кордон, селище | 334                    | 296                    |
| Гар, присілок          | 443                    | 312                    |
| Караколь, присілок     | 123                    | 69                     |
| Комаровка, присілок    | 7                      | 2                      |
| Копиловка, село        | 244                    | 154                    |
| Михайловка, присілок   | 115                    | 92                     |
| Мінаєвка, село         | 795                    | 633                    |
| Новоніколаєвка, село   | 1077                   | 925                    |
| Осколково, селище      | 7                      | 2                      |
| Отрадний, селище       | 53                     | 52                     |